# Khủng long thế Paleocen
Khủng long thế Paleocen là một thuật ngữ của các nhà khoa học dùng để chỉ một vài chi khủng long có một số ít quần thể vẫn còn sống sót trong thời gian đầu của tầng Đan Mạch của thế Paleocen thuộc kỷ nguyên Đại Tân sinh sau sự kiện tuyệt chủng kỷ Phấn trắng – Paleogen xảy ra cách đây khoảng 66,5 triệu năm trước gây ra sự tuyệt chủng của hàng loạt các loài động vật, thực vật trên Trái Đất ở cả trên đất liền và dưới đại dương và chấm dứt kỷ nguyên Đại Trung sinh, trong đó thì loại khủng long bị chịu ảnh hưởng nặng nề nhất. Tuy nhân các nhà cổ sinh vật học đã tìm ra được một vài mẫu xương hóa thạch của một vài quần thể thuộc một vài loài khủng long ở các tầng địa chất được hình thành sau khi sự kiện tuyệt chủng đã xảy ra được vài triệu năm qua ranh giới K-T mặc dù những bộ xương hóa thạch này còn đang gây tranh cãi vì họ cho rằng thời tiết bất ổn sau sự kiện đại tuyệt chủng (ví dụ như mưa nhiều có lũ lụt) đã làm cuốn trôi những bộ xương hóa thạch ra khỏi vị trí ban đầu và đến một nơi khác. Nhưng nếu đúng là những bộ xương này không bị tác động của thời tiết làm trôi đi thì khi sự kiện đại tuyệt chủng lần thứ 5 xảy ra, không phải tất cả các loài khủng long (không tính khủng long Aves hay còn gọi là Chim hiện đại ngày nay) đều bị tuyệt chủng cùng một lúc, một vài loài khủng long vẫn còn sống sót thêm vài triệu năm nữa ở giai đoạn đầu của thế Paleocen dù sự kiện đại tuyệt chủng đã kết thúc.

## Các bằng chứng hóa thạch được cho là chắc chắn nhất
- Ojo Alamo Formation nằm ở New Mexico, Hoa Kỳ thuộc loài khủng long mỏ vịt.
- Takatika Grit nằm ở quần đảo Chatham, New Zealand thuộc loài khủng long chân thú.